# Herreys
Herreys (även Herrey's och Herrey) var en poptrio från Sverige bestående av tre bröder: Per, Richard och Louis Herrey. Deras mest kända låt är "Diggi loo diggi ley" med vilken de vann Eurovision Song Contest 1984.
Gruppen, som var aktiv främst under 1980-talet, betraktas som ett av Sveriges första pojkband som både dansade, showade och sjöng. På senare år har Herreys endast återsamlats för enstaka uppträdanden.

## Karriär

### Melodifestivalen och Eurovision Song Contest
Bröderna vann Melodifestivalen i februari 1984 med bidraget "Diggi loo diggi ley" och fick därmed representera Sverige i Eurovision Song Contest som avgjordes 5 maj senare under året. Efter omröstningen stod det klart att Herreys vunnit med 145 poäng före Irlands Linda Martin på 137 poäng. Sverige fick tolv poäng (högsta poäng) från Cypern, Irland, Danmark, Österrike och Västtyskland. Detta var andra gången ett svenskt bidrag tog hem vinsten. Första gången var tio år tidigare då Abba vann med Waterloo.
"Diggi loo diggi ley" gavs ut på singelskiva och nådde som bäst plats två på svenska försäljningslistan. Singeln nådde  topp fem också på listorna i Norge, Nederländerna och Belgien. 
Tävlingsbidraget anses vara en klassiker från tävlingen och gruppen har under senare år uppträtt med låten vid ett flertal Eurovisionrelaterade tillfällen, däribland som pausnummer vid tredje deltävlingen i Melodifestivalen 2002, Dansk Melodi Grand Prix 2013 samt första deltävlingen i Melodifestivalen 2014. Vid det senaste tillfället tillsammans med Sean Banan. I mars 2015 framförde Herreys "Diggi loo diggi ley" vid Eurovision Song Contests 60-årsgala i London.

### Övriga framgångar
1983 hade Per Herrey skrivit en låt till Viña del Mars internationella musikfestival i Chile, vilken slutade på femte plats. Gruppen fortsatte att medverka i musiktävlingar även efter segern i Eurovision Song Contest. I augusti 1985 vann de Sopotfestivalen (Östeuropas motsvarighet till Eurovision Song Contest) med låten Summer Party. Herreys var den första västerländska grupp som släpptes in i tävlingen och efter vinsten och uppmärksamheten i tävlingen gjorde gruppen turnéer i Sovjetunionen 1985 och 1987.
1985 vann Herreys Okejs omröstning om "Bästa svenska artist" med mer än dubbelt så många poäng som tvåan, Carola Häggkvist. Sammantaget var man den bäst säljande popgruppen i Sverige under hela 1980-talet. Under 1980-talet sålde Herreys cirka 4 miljoner skivor i Europa, och sommaren 1984 slog de flera publikrekord under sin folkparksturné; sammanlagt under turnerandet på 1980-talet slog man ett tjugo-tal publikrekord. 
Herreys turnerade och uppträdde flitigt under 1984 och 1985, men efter detta avtog populariteten. Idag är det endast Richard Herrey som arbetar med musik på heltid, bland annat som musikalartist.

### Övriga framträdanden
I april 2014 uppträdde Herreys i SVT:s program Stjärnor hos Babben med låten "Crazy People".
Bröderna har även framträtt som cirkusclowner.
2024 framträder bröderna i Allsång på Skansen med sin nya singel "Sing a song". Dessutom uppträder de under 2024-2025 med ett stort antal jubileumskonserter för att fira sin 40 år långa karriär sedan det stora genombrottet 1984. 

## Diskografi

### Album
- Diggi loo diggi ley (1984)
  1. Diggi loo diggi ley
  2. Kom loss (Footloose)
  3. Inget som hindrar mej (Break My Stride)
  4. Är det sant
  5. Om vi möts igen (duett med Elisabeth Andreassen)
  6. Manhattan
  7. Mitt hjärta slår samma slag
  8. Mirror mirror upon the wall
  9. Kom och ta' mej
  10. Every song you sing
  11. Kall som is
  12. Vill inte dansa mer

- Crazy People (1985)
  1. Varje liten droppe regn
  2. People from Ibiza
  3. Nej du kan inte få ner mig på knä igen
  4. I'm So Sorry
  5. Stopp
  6. 10 9 8 7 6 5 4
  7. Sommarparty
  8. Crazy People
  9. Turn Turn Turn
  10. Vintergatan
  11. Reduced to Tears
  12. Why Why

- Not Funny (1985)
  1. En liten bit av himlen
  2. Ögon ser
  3. Om varje gnista blev en eld
  4. Duvan
  5. Not Funny
  6. Leva ett liv med dig
  7. Kalla kårar
  8. Nära dig
  9. Magic
  10. Segla iväg
  11. Midnatt i Hong Kong
  12. Why (Are We Afraid)

- Different I's  (1986)
  1. Dreams
  2. Standing up tall
  3. Marielle
  4. Let me love you
  5. Son of misery
  6. Chinese temptation
  7. Hold on
  8. Don't chew it up
  9. Love is better
  10. Send a miracle

- Live in Tivoli (1987)
  1. Make me a belivier
  2. Kalla kårar
  3. Mirror mirror
  4. Chinese temptation
  5. Duvan
  6. Din telefon
  7. Sweet love
  8. Hit medley: Don't chew it up, Send a miracle, Standing up tall
  9. Little pretty girl
  10. Freedom

- Där vindarna möts (1994)
  1. Min ensamma vrå
  2. Öppna dina ögon
  3. Hon ger dig allt
  4. Om jag stannar kvar
  5. Det går runt
  6. Epilog
  7. Hanna
  8. Här vill jag leva
  9. Stjärnor i molnen
  10. Du är allt för mig
  11. Livet i dig
  12. Någon att älska

- Herreys Story (1995)
  1. Livet är en fest
  2. Rain
  3. Candy Girl (engelsk version av Din telefon)
  4. Bara du just nu (tillsammans med Lotta Pedersen)
  5. People Say It's in the Air
  6. Kalla kårar
  7. Det tar sin tid (svensk version av Take My Time)
  8. Every Song You Sing (första versionen, inspelad 1982)
  9. Diggi-loo Diggi-ley (engelsk version)
  10. Summerparty
  11. En liten bit av himlen (svensk version av Little Bit of Heaven)
  12. The Eyes of Jenny
  13. Love and Appreciation
  14. Mitt hjärta slår samma slag
  15. Crazy People (första versionen, inspelad 1982)
  16. Standing Up Tall
  17. Mirror Mirror Upon the Wall
  18. Kall som is

- Gyllene hits (2002)
  1. Diggi-loo diggi-ley
  2. Sommarparty
  3. Ingenting som hindrar mig
  4. Every song you sing
  5. Varje liten droppe regn
  6. Kom loss
  7. Mirror mirror
  8. Turn, turn, turn
  9. I'm so sorry
  10. 10-9-8-7-6-5-4
  11. Mitt hjärta slår samma slag
  12. Reduced to tears
  13. So much more
  14. Not funny
  15. Kalla kårar
  16. Don't wanna dance no more (engelska versionen av Vill inte dansa mer)
  17. Din telefon
  18. Do you do you love me (engelska versionen av Kom och ta mig)
  19. Diggi-Loo, Diggi-Ley (remix)
  20. Summerparty (remix) (engelsk version)

### Singlar
- Kall som is / Mirror mirror
- Diggi-loo diggi-ley (svenskspråkig version) / Mitt hjärta slår samma slag
- Diggi-Loo Diggi-Ley (engelskspråkig version) / Diggi-loo diggi-ley (svenskspråkig version)
- Crazy people / I'm so sorry
- Varje liten droppe regn (EP)
- People from Ibiza / Sommarparty
- Chinese Temptation / Sweet love
- Freedom / Little Pretty Girl
- People say it's in the air / I'm so sorry
- You / I see the love
- Din telefon / Why Why
- Min ensamma vrå / Livet i dig
- Öppna dina ögon / Hanna
- Här vill jag leva / Hon ger dig allt
- Sing a song